# Jeremy Blaustein
Jeremy Blaustein (nascido em 7 de junho, 1966 em Long Island, New York) é um tradutor norte-americano e coordenador de internacionalização especializado em jogos eletrônicos, como Metal Gear Solid, como também animes e outros programas de televisão, como Pokémon: Diamond and Pearl. Atualmente ele vive em Massachusetts com sua esposa e três filhos, de onde ele opera sua agência de tradução, Zpang, Inc.

## Trabalhos notáveis

### Jogos eletrônicos
| Título                                                 | Ano  | Plataforma(s)           | Papel                                                                         |
| ------------------------------------------------------ | ---- | ----------------------- | ----------------------------------------------------------------------------- |
| Phoenix Wright: Ace Attorney - Trials and Tribulations | 2007 | DS                      | Tradutor (com a Nanica Co., Ltd., editado pela Capcom)                        |
| Hamsterz Life                                          | 2006 | DS                      | Tradutor e coordenador (with Gabe Glick)                                      |
| .hack//G.U.                                            | 2006 | PlayStation 2           | Tradutor e coordenador (with Gabe Glick)                                      |
| Shadow Hearts: From the New World                      | 2005 | PlayStation 2           | Tradutor, roteirista, diretor de VO da versão em inglês, dublador             |
| Shadow of Rome                                         | 2005 | PlayStation 2, PC       | Tradutor, diretor de VO da versão em inglês, diretor fotográfico              |
| Silent Hill 4                                          | 2004 | PlayStation 2, Xbox, PC | Tradutor, diretor de VO da versão em inglês, diretor fotográfico              |
| Shadow Hearts: Covenant                                | 2004 | PlayStation 2           | Tradutor, roteirista, co-diretor de algumas cenas                             |
| Airforce Delta Strike                                  | 2004 | PlayStation 2           | Tradutor, diretor de VO da versão em inglês, diretor fotográfico              |
| Silent Hill 3                                          | 2003 | PlayStation 2, PC       | Tradutor, diretor de VO da versão em inglês, diretor fotográfico              |
| Lost Kingdoms II                                       | 2003 | PlayStation 2           | Tradutor, roteirista, diretor de VO da versão em inglês                       |
| Arc the Lad: Twilight of the Spirits                   | 2003 | PlayStation 2           | Tradutor e coordenador                                                        |
| Dead or Alive: Extreme Beach Volleyball                | 2003 | Xbox                    | Tradutor                                                                      |
| Dark Cloud 2                                           | 2002 | PlayStation 2           | Tradutor e coordenador                                                        |
| Beach Spikers                                          | 2002 | GameCube                | Tradutor                                                                      |
| EOE: Eve of Extinction                                 | 2002 | PlayStation 2           | Tradutor                                                                      |
| Fatal Frame                                            | 2001 | PlayStation 2, Xbox     | Tradutor e coordenador                                                        |
| Silent Hill 2                                          | 2001 | PlayStation 2           | Tradutor, diretor de VO da versão em inglês, diretor fotográfico              |
| Ape Escape 2                                           | 2001 | PlayStation 2           | Tradutor e diretor de VO da versão em inglês                                  |
| Shadow Hearts                                          | 2001 | PlayStation 2           | Tradutor, roteirista, diretor de VO da versão em inglês                       |
| Dragon Warrior VII                                     | 2000 | PlayStation             | Tradutor e coordenador                                                        |
| Valkyrie Profile                                       | 1999 | PlayStation             | Tradutor e diretor de VO da versão em inglês                                  |
| Alundra 2                                              | 1999 | PlayStation             | Tradutor e roteirista                                                         |
| Suikoden 2                                             | 1998 | PlayStation             | Tradutor e coordenador                                                        |
| Metal Gear Solid                                       | 1998 | PlayStation             | Tradutor e assistente de diretor de VO na versão em inglês com Kris Zimmerman |
| Castlevania: Symphony of the Night                     | 1997 | PlayStation             | Tradutor                                                                      |
| Vandal Hearts                                          | 1996 | PlayStation             | Tradutor                                                                      |
| Snatcher                                               | 1994 | Sega CD                 | Supervisor de internacionalização (com tradução feita por Scott T. Hards)     |

Quando trabalhava na Konami em Tóquio, Japão, no começo dos anos 90, ele também contribuiu com a internacionalização dos seguintes jogos eletrônicos:
- The Adventures of Batman & Robin (versão para SNES)
- Animaniacs (versão para SNES)
- Biker Mice from Mars
- International Superstar Soccer
- Lethal Enforcers II: Gunfighters
- NBA Give 'N Go
- Rocket Knight Adventures
- Sparkster
- Tiny Toon Adventures: Wacky Sports Challenge